# Tomaszowice (gromada)
Tomaszowice – dawna gromada, czyli najmniejsza jednostka podziału terytorialnego Polskiej Rzeczypospolitej Ludowej w latach 1954–1972.
Gromady, z gromadzkimi radami narodowymi (GRN) jako organami władzy najniższego stopnia na wsi, funkcjonowały od reformy reorganizującej administrację wiejską przeprowadzonej jesienią 1954 do momentu ich zniesienia z dniem 1 stycznia 1973, tym samym wypierając organizację gminną w latach 1954–1972.
Gromadę Tomaszowice z siedzibą GRN w Tomaszowicach utworzono – jako jedną z 8759 gromad na obszarze Polski – w powiecie lubelskim w woj. lubelskim na mocy uchwały nr 12 WRN w Lublinie z dnia 5 października 1954. W skład jednostki weszły obszary dotychczasowych gromad Tomaszowice wieś, Tomaszowice kol., Moszna i Moszenki ze zniesionej gminy Jastków oraz część obszaru dotychczasowej gromady Miłocin (położona na północ od linii kolejowej Lublin-Warszawa) ze zniesionej gminy Wojciechów w tymże powiecie. Dla gromady ustalono 22 członków gromadzkiej rady narodowej.
31 grudnia 1959 do gromady Tomaszowice włączono część obszaru wsi Miłocin (położonej na południe od linii kolejowej Lublin-Warszawa) z gromady Palikije w powiecie bełżyckim w tymże województwie.
1 stycznia 1962 do gromady Tomaszowice włączono obszar zniesionej gromady Ługów w tymże powiecie.
1 stycznia 1969 do gromady Tomaszowice włączono wsie Płouszowice i Kolonia Płouszowice ze zniesionej gromady Dąbrowica w tymże powiecie.
Gromada przetrwała do końca 1972 roku, czyli do kolejnej reformy gminnej.